# Paul de Choudens
Pour les articles homonymes, voir Choudens.
Paul de Choudens, né le 15 juin 1850 à Paris et mort le 6 octobre 1925 à Versailles, est un musicien, éditeur de musique, poète et librettiste français d'origine suisse.

## Biographie
En 1888, il reprend, avec son frère Antony, la maison d'édition fondée par son père, Antoine de Choudens, en 1845 et fait fortune en publiant notamment les partitions du Faust de Gounod et Carmen de Bizet. Il a défendu plus particulièrement Alfred Bruneau, Paul Vidal ou André Messager.
Connu aussi sous le pseudonyme de Paul Bérel, il a traduit et adapté Le Directeur de théâtre de Mozart en collaboration avec Arthur Bernède avec lequel il écrira cinq livrets pour le compositeur Félix Fourdrain.
En 1901, il fait construire un hôtel particulier par Charles Girault au n°21 de la rue Blanche à Paris, aujourd'hui classé Monument Historique. L'immeuble se distingue par sa belle façade de style Art Nouveau. L'hôtel de Choudens devînt ensuite la célèbre école de théâtre de la rue Blanche.

## Livrets
- 1894 : Dinah, comédie lyrique en 4 actes d'après Cymbeline de Shakespeare, en collaboration avec Michel Carré, musique d'Edmond Missa, à la Comédie-Parisienne (28 juin)
- 1896 : Clarisse Harlowe, opéra en 3 actes et 5 tableaux d'après le roman de Samuel Richardson, en collaboration avec Jules Barbier
- 1898 : Lovelace, opéra en 4 actes, en collaboration avec Jules Barbier, musique d'Henri Hirschmann, au Théâtre-Lyrique (15 septembre)
- 1905 : Amica, drame lyrique en 2 actes, musique de Pietro Mascagni, à l'opéra de Monte-Carlo (16 mars)
- 1905 : Les Girondins, drame lyrique en 4 actes et 6 tableaux, en collaboration avec André Lénéka[3], musique de Fernand Le Borne, au Grand-Théâtre de Lyon (25 mars)
- 1906 : Laura, drame lyrique en 3 actes et 4 tableaux, musique de Charles Pons[4], au Trianon-Lyrique (30 décembre)
- 1908 : Sanga, drame lyrique en 4 actes, en collaboration avec Eugène Morand[5], musique d'Isidore de Lara, à l'Opéra-Comique (9 décembre)
- 1909 : Mourette, drame lyrique en 3 actes, un prologue et 4 tableaux, musique de Charles Pons, à l'Opéra de Marseille (14 janvier)
- 1909 : La Glaneuse, drame lyrique en 3 actes, en collaboration avec Arthur Bernède, musique de Félix Fourdrain, au Grand-Théâtre de Lyon (26 février)
- 1910 : Maïa, drame lyrique en 3 actes, musique de Ruggero Leoncavallo, au théâtre de l'Opéra de Rome (janvier)
- 1911 : Fanny Elssler, comédie lyrique en 4 actes, en collaboration avec Arthur Bernède, musique d'Alexandre Georges
- 1911 : La Forge, drame musical en 5 actes, en collaboration avec Arthur Bernède, musique de Félix Fourdrain
- 1911 : L'Aube rouge, drame lyrique en 4 actes et 5 tableaux, en collaboration avec Arthur Bernède, musique de Camille Erlanger, au théâtre des Arts de Rouen (29 décembre)
- 1912 : Vercingétorix, drame en 4 actes et 7 tableaux, en collaboration avec Arthur Bernède, musique de Félix Fourdrain, à l'Opéra de Nice (31 janvier)
- 1912 : Cléopatre, drame musical en 4 actes, en collaboration avec Arthur Bernède, musique de Fernand Le Borne

- 1913 : Madame Roland, drame lyrique en 3 actes et 5 tableaux, en collaboration avec Arthur Bernède, musique de Félix Fourdrain, au théâtre des Arts de Rouen (12 février)
- 1913 : Myriane, drame lyrique en 3 actes, en collaboration avec Paul Ferrier, musique de Charles Silver[6], à l'Opéra de Nice (22 février)
- 1913 : Les Contes de Perrault, féerie lyrique en 4 actes et 20 tableaux, en collaboration avec Arthur Bernède, musique de Félix Fourdrain, au théâtre de la Gaîté-Lyrique (27 décembre)
- 1922 : La Passion, drame lyrique en 4 actes et 10 tableaux, en collaboration avec Jules Méry, musique d'Albert Dupuis
- 1923 : Iriam, conte persan en 3 actes et 4 tableaux, musique de Marc Delmas, au Grand-Théâtre de Bordeaux (Modèle:Dateŭ-)
- 1924 : La Plus forte, drame lyrique en 4 actes, en collaboration avec Jean Richepin, musique de Xavier Leroux, à l'Opéra-Comique (11 janvier)
- 1926 : La Vanina, drame lyrique en 3 actes, musique de Paul Bastide, au théâtre des Arts de Rouen (29 janvier)
- 1926 : Le Masque, roman vénitien en 4 actes, musique de Marc Delmas, au Casino municipal de Nice (9 avril)
- 1927 : Oletta, la fille du Corse, drame musical en 3 actes et 4 tableaux, en collaboration avec André Leroy, musique d'Henry Février, au Grand-Théâtre de Bordeaux (28 octobre)
- 1927 : Les Borgia, drame lyrique en 4 actes, en collaboration avec Jean Richepin, musique de Fernand Le Borne

## Distinctions
- Officier de la Légion d'honneur (décret du 1er janvier 1908) au titre du ministre des Affaires étrangères[7]. Chevalier de la Légion d'honneur (décret du 14 juillet 1898).